# 요시즈카역
요시즈카역(일본어: 吉塚駅)은 일본 후쿠오카현 후쿠오카시 하카타구에 있는 규슈 여객철도의 역이다.

## 연계 운행 노선
이 역의 소속 노선인 가고시마 본선과 사사구리 선의 2개 노선이 연계 운행한다. 사사구리 선은 이 역이 종점이지만, 전 열차가 하카타역까지 연계 운행되고 있다. 또한, 운전 계통의 애칭으로서 '후쿠호쿠유타카 선'이 붙여지고 있어, 그 구간도 하카타 역까지 포함된다.
요시즈카 - 하카타 간은 가고시마 본선과 사사구리 선(후쿠호쿠유타카 선)이 병행하고 있다(가고시마 본선이 상·하 2선, 후쿠호쿠유타카 선이 1선의 합계 3선에 의한 복단선). 그 때문에, 아침의 러시 아워는 가고시마 본선의 열차와 후쿠호쿠유타카 선의 열차가 동시에 발차해, 함께 나란히 달리는 일이 있다. 1991년 3월 16일의 운행 시간표 개정으로 하카타 - 요시즈카 간으로 사사구리 선 용의 단선이 부설되기까지는, 사사구리 선에서는 요시즈카 시발 · 종착의 열차도 다수 운행되고 있다.
특급 열차는 아침 · 저녁의 일부 열차만 정차하는 ('가이오'는 전 열차 정차.)쾌속 · 보통 열차는 전 열차가 정차한다. 초대 쾌속은 이 역을 통과하고 있다. 특별 쾌속과 통합해서 설정되었던 현행의 쾌속(2대)도 설정 당초는 통과하고 있지만, 1982년 3월 1일부터 일부의 쾌속이 정차해, 같은 해 11월 15일부터 모든 쾌속 열차가 정차하게 되었다. 일찍이 아침에 하카타 - 사이토자키 간에 운전되고 있던 가시이 선 직통의 보통 열차는 이 역을 통과하고 있다. 1985년 3월부터는 쾌속밖에 없는 일부의 특급도 정차하기 되었기 때문에, 일시 '일부의 특급과 모든 쾌속이 정차해, 일부의 보통이 통과하는 역'이 되었기 때문이다.

## 역 구조 및 승강장
단식 승강장 1면 1선과 섬식 승강장 2면 4선, 합계 3면 5선의 승강장을 가지는 고가역이다. 직영역으로, 발권 창구가 설치되어 있다. JR의 특정 도구 시내에 걸친 '후쿠오카 시내'의 역이다.
| 1 | ■ 가고시마 본선     | (상행) | 아카마 · 고쿠라 · 모지코 방면            |
| 2 | ■ 가고시마 본선     |        | (대피선)                                 |
| 3 | ■ 가고시마 본선     | (하행) | 하카타 · 후쓰카이치 · 도스 · 오무타 방면 |
| 4 | ■ 후쿠호쿠유타카 선 | (상행) | 게이센 · 신이즈카 · 노가타 방면          |
| 5 | ■ 후쿠호쿠유타카 선 | (하행) | 하카타 행                                |

### 역 구내 시설
- 훼미리마트 요시즈카 역점
- 프리에스타 요시즈카

## 이용 현황
- 2010년도의 1일 평균 승차 인원은 10,698명이다. 규슈 여객철도 관내의 역으로는 훗코다이마에역(10,914명)에 뒤이어 11위.

| 승차인원추이 | 승차인원추이  |
| 연도         | 1일 평균 인수 |
| ------------ | ------------- |
| 2000년       | 8,183         |
| 2001년       | 8,383         |
| 2002년       | 8,952         |
| 2003년       | 9,149         |
| 2004년       | 9,174         |
| 2005년       | 9,298         |
| 2006년       | 9,357         |
| 2007년       | 9,561         |
| 2008년       | 9,800         |
| 2009년       | 10,234        |
| 2010년       | 10,698        |

## 역 주변
1981년, 거기까지 덴진에 있던 후쿠오카 현청이 이 역의 약 600m 서쪽의 히가시코엔지구로 이전했던 일로 일본국유철도로서는 후쿠오카 현청의 가장 가까운 역이 되었다. 또한 현 청사의 약간 서쪽에는 규슈 대학병원 및 의·치·약학부가 입지하고 있다. 역 주변은 맨션이 많이 늘어서 있다.
- 하카타 세무서
- 후쿠오카 시 히가시 공원
- 후쿠오카 시민 병원
- 후쿠오카 현청
- 후쿠오카 현 경찰 본부
- 후쿠오카 현 국보 회관
- 후쿠오카 현 요시즈카 합동청사
- 하카타 선힐즈 호텔
- 규슈 대학 병원 의학부 · 치학부 · 약학부
- 유메타운 하카타
- 후쿠오카 시민 체육관
- 파필리온 플라자
- 후쿠오카 현 중소기업 진흥센터
- 코스모스 약품 본사

## 역사
- 1904년
  - 6월 19일 : 요시즈카 - 사사구리 역 간(사사구리 선의 전신) 개통에 수반해 가설역으로서 규슈 철도(초대)가 개업.
  - 10월 25일 : 역 이전 정식 개업.
- 1907년 7월 1일 : 규슈 철도(초대)가 국유화되어, 제국철도청이 소관.
- 1919년 5월 20일 : 지쿠젠 산구 철도 하코자키 - 신시메(후의 시메 역) 역 간 개통.
- 1942년 9월 19일 : 지쿠젠 산구 철도가 대동 합병해 서일본 철도 우미 선으로 소속.
- 1944년 5월 1일 : 서일본 철도 우미 선이 전시 매수에 의해, 운수통신성 가쓰타 선이 소관.
- 1963년 12월 1일 : 요시즈카 - 하카타 - 다케시타 역 간 선로 이설에 의해 역 이전 거리 변경.
- 1985년 4월 1일 : 가쓰타 서 전 노선 폐지.
- 1987년
  - 2월 5일 : 발권 창구 설치.
  - 4월 1일 : 일본국유철도 분할 민영화에 의해 규슈 여객철도가 승계.
- 2004년 3월 13일 : 하코자키 - 하카타 역 간 연속 고가화 공사 완공에 의해 완전 고가화.
- 2009년 3월 1일 : IC 카드 SUGOCA의 사용 개시.

## 인접 역
| 가고시마 본선                   | 가고시마 본선   | 가고시마 본선        |
| ------------------------------- | --------------- | -------------------- |
| 지하야 모지 항 방면             | ■ 쾌속 · 준쾌속 | 하카타 아라오 방면   |
| 하코자키 모지 항 방면           | ■ 보통          | 하카타 가고시마 방면 |
| 후쿠호쿠유타카 선 (사사구리 선) |                 |                      |
| 조자바루 구로사키 방면          | ■ 쾌속          | 하카타 방면          |
| 유스 구로사키 방면              | ■ 보통          | 하카타 하카타 방면   |